# MiniScribe
MiniScribe Corporation era uma fabricante de produtos de armazenamento em disco, fundada em Longmont, Colorado, em 1980. A MiniScribe projetou e vendeu unidades de disco rígido baseadas em motor de passo com uma grande quantidade de lógica integrada para a época. Eles acabaram migrando para projetos de motores de bobina de voz de alto nível e ganharam grandes contratos com a IBM. Uma grande fraude financeira iniciada em 1987 levou à falência em 1990, quando seus ativos foram comprados pela Maxtor e renomeados como Maxtor Colorado Corporation.

## Fundação, crise inicial e recapitalização

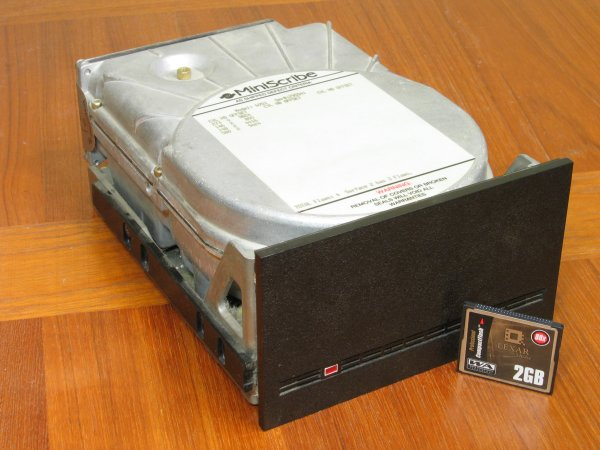
Um disco rígido MiniScribe de 44 MB e 5,25 polegadas de altura total, mostrado com um Cartão de memória CompactFlash de 2 GB mais recente para comparação de tamanho

A empresa foi fundada por Terry Johnson, que teve uma carreira de 20 anos no ramo de discos rígidos em empresas como IBM, Memorex e Storage Technology Corporation. A MiniScribe se tornou uma empresa importante quando ganhou uma série de contratos para fornecer a divisão de PCs da IBM, e seu rápido crescimento subsequente levou a uma oferta pública inicial no final de 1983, abrindo para negociação em janeiro de 1984. No entanto, as vendas lentas do IBM PC/XT levaram a IBM a reduzir drasticamente seus pedidos no final daquele ano, forçando a MiniScribe a demitir 26% de sua equipe e fazendo com que o valor das ações despencasse. Johnson deixou a empresa; na época, ele afirmou que planejava fazer isso há algum tempo e que sua saída não tinha "absolutamente nada" a ver com a IBM. Johnson disse mais tarde: "É uma indústria de inércia muito baixa, você pode entrar nela e ser expulso muito rapidamente". Roger Gower, que havia sido recentemente promovido a presidente, assumiu também o cargo de CEO.
Pouco tempo depois, a empresa foi recapitalizada com um investimento de 20 milhões de dólares da Hambrecht &amp; Quist (H&Q), uma empresa de capital de risco. Um dos oficiais da H&Q era Quentin Thomas ("QT") Wiles, um especialista em recuperação apelidado de "Dr. Conserta-Tudo". Wiles assumiu o cargo de CEO de Gower, administrando a empresa remotamente de seu escritório em Sherman Oaks, Los Angeles, com uma equipe de gestão composta principalmente por contadores. A empresa logo retornou à lucratividade, com as vendas aumentando de US$ 114 milhões no auge dos pedidos da IBM para US$ 603 milhões em 1988, quando foi nomeada a empresa mais bem administrada na indústria de unidades de disco. Seu principal cliente na época era a Compaq, mas a empresa também estava concorrendo a grandes contratos com a Apple Computer e a Digital Equipment Corporation (DEC).

## Fraude e falha
Em janeiro de 1987, os executivos da empresa realizaram um rápido inventário para estimar suas contas antes de uma revisão independente pela empresa de contabilidade terceirizada Coopers & Lybrand. A contagem do inventário interno mostrou que havia um déficit entre US$ 2 e US$ 4 milhões. Isso implicava que o custo de produção dos drives que foram vendidos era maior do que o inicialmente pensado, o que, se contabilizado corretamente nas vendas, significaria que suas margens operacionais não seriam impressionantes. Em vez de relatar isso, vários gerentes decidiram encobrir o caso de várias maneiras. Eles produziram uma contagem de inventário inflacionada e, então, arrombaram os cofres dos contadores e substituíram sua contagem independente para corresponder aos números recém-inflacionados. A equipe continuou a aumentar esses números ao longo dos trimestres, agravando o problema.
Em julho de 1987, Jesse Parker, diretor de operações no Extremo Oriente, disse a Wiles que algo estava errado. Em agosto, Wiles viajou para Hong Kong e Cingapura, onde percebeu uma perda total de controle. A contagem do inventário daquele outono mostrou que os números haviam crescido para US$ 15 milhões, principalmente no Colorado. Um relatório foi preparado para considerar várias soluções, mas Wiles sugeriu que eles continuassem escondendo o problema, ordenando que todas as cópias do relatório fossem destruídas. Isso levou ao acobertamento mais infame da empresa. Os gerentes alugaram um segundo armazém no Colorado, onde pessoalmente embalaram 26.000 tijolos em caixas de disco rígido e os enviaram para Cingapura para reforçar a contagem do estoque. Após a contagem ser concluída, eles recolheram esses números de série como unidades defeituosas. Em vez de descartá-los, eles os registraram no inventário, junto com outras unidades com defeito que haviam sido devolvidas.

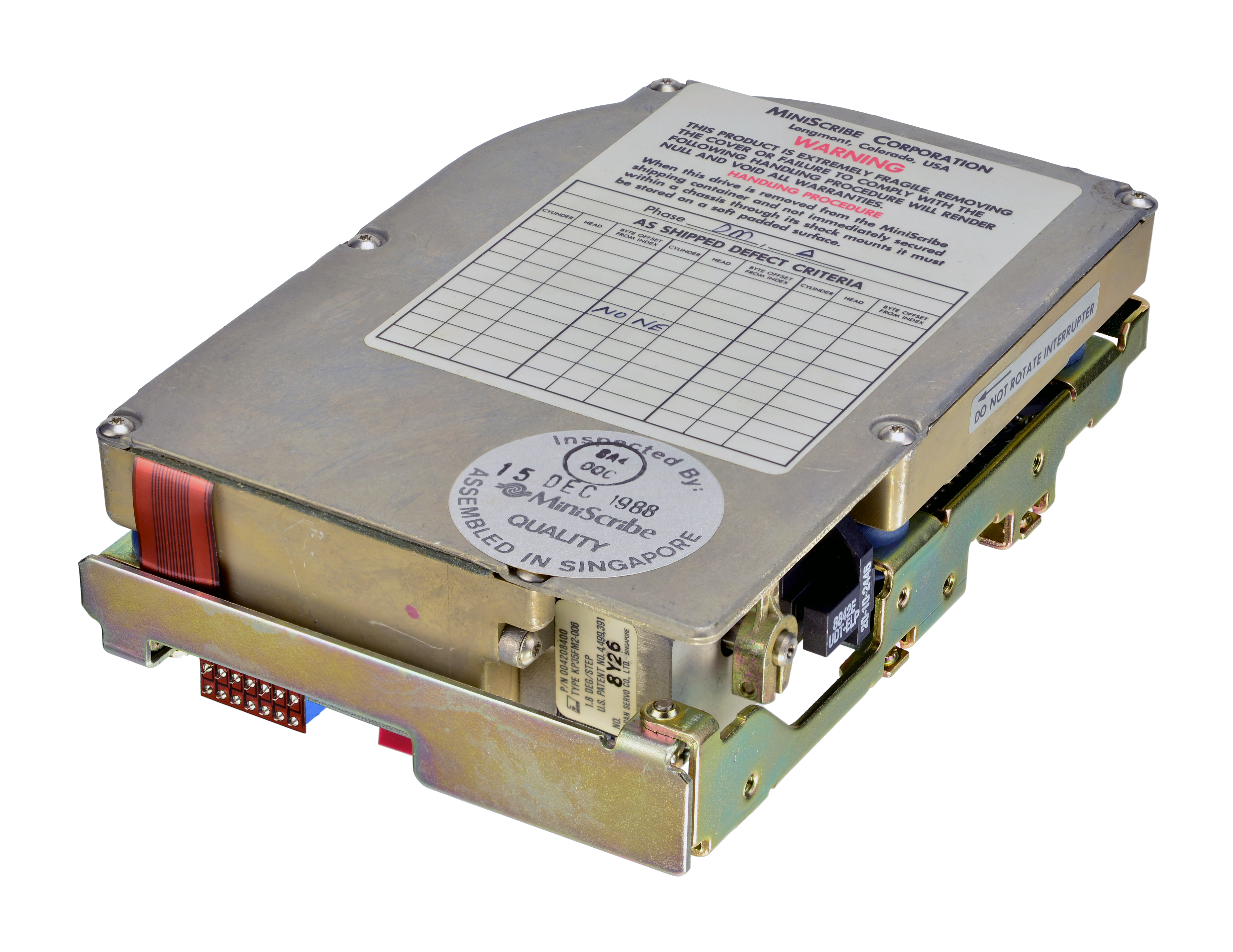
Um MiniScribe modelo 8425, fabricado em 15 de dezembro de 1988, quase um ano antes da falência da MiniScribe e da aquisição da Maxtor

A empresa continuou a registrar números impressionantes, mas havia sinais preocupantes. Entre eles, a empresa continuou a registrar melhorias nas margens operacionais, enquanto o restante da indústria de discos rígidos sofria com a rápida queda das margens devido à contínua pressão de queda nos preços. Em 1988, o conselho de administração ficou preocupado quando os recebíveis reportados pela empresa aumentaram drasticamente, indicando uma grande quantidade de contas a pagar não pagas, enquanto, ao mesmo tempo, os estoques também estavam crescendo, indicando produtos não vendidos. Esses dois números normalmente são divergentes. O aumento nas contas a receber deve indicar aumento nas vendas, o que normalmente resultaria em redução no estoque. Os diretores iniciaram uma investigação interna em outubro, enquanto a empresa relatou outro trimestre recorde para esse período, apesar de não ter conseguido ganhar os contratos da Apple ou da DEC.
A investigação revelou que Wiles estabeleceu previsões de vendas rígidas e impôs essas exigências à equipe de vendas, não deixando margem para falhas e definindo bônus para quem superasse esses números. A equipe de vendas respondeu "retocando" os documentos de relatórios à medida que avançavam na cadeia de relatórios. Wiles respondeu a estes relatórios positivos estabelecendo metas de vendas ainda mais elevadas, o que levou a uma fraude cada vez maior para as atingir. Wiles deixou a empresa em fevereiro de 1989, seguido pela maioria dos executivos da empresa nos meses seguintes. O relatório dos diretores foi divulgado no verão, afirmando que Wiles e sua equipe de gestão tinham "perpetrado uma fraude massiva" em uma "empresa descontrolada".
Entre outras técnicas utilizadas para melhorar os números estavam truques clássicos de contabilidade. Deixar de cancelar dívidas incobráveis, enviar campanhas para depósitos e registrá-las como vendas ("channel stuffing"), retroceder remessas para permitir que sejam registradas em períodos de relatórios anteriores para atingir metas e enviar deliberadamente produtos defeituosos repetidamente para clientes diferentes para que uma campanha pudesse ser registrada como vendas múltiplas (levando os funcionários a brincar que a única coisa que estava sendo consertada eram as caixas de papelão gastas). Quando a empresa iniciou uma rodada de demissões pouco antes da paralisação do Natal de 1989, incluindo vários funcionários envolvidos no esquema de tijolos, eles imediatamente ligaram para os jornais da área de Denver, que divulgaram a história. Após investigações imediatas em Singapura e no Colorado, a fraude foi confirmada.

## Aquisição e consequências
A empresa declarou falência em 1º de janeiro de 1990, e foi rapidamente liquidada com a Maxtor adquirindo seus ativos em um acordo de US$ 46 milhões em dinheiro e ações em 1990. Desde então, a MiniScribe Corporation ficou conhecida como Maxtor Colorado Corporation e mais tarde se fundiu com sua controladora. Em um processo judicial subsequente, Wiles alegou não saber nada sobre esses esquemas, dizendo que foi enganado pela gerência intermediária. Vários desses gerentes intermediários testemunharam que Wiles estava ciente da fraude. O tribunal também observou que Wiles vendeu um número considerável de ações da empresa em abril e maio de 1988, imediatamente antes de relatar um déficit devido a um "esquema elaborado" para manipular a escassez de estoque. Wiles foi condenado por fraude e uso de informação privilegiada em julho de 1994, após um julgamento por júri federal, e sentenciado a 36 meses de prisão. Uma parte da condenação de Wiles foi anulada em apelação em 1996.
O fundador Terry Johnson mais tarde ajudou a fundar a CoData com a intenção de construir um disco rígido de 3,5" com a capacidade de unidades padrão de 5,25". A empresa se fundiu com a Conner Peripherals em 1986 e a Conner Peripherals se tornou um grande fornecedor por um tempo. Johnson morreu perto de Norman Wells, no norte do Canadá, enquanto pilotava seu Beechcraft Bonanza em 24 de julho de 2010.